# Marlène Harnois
Marlène Harnois (Montréal, 22 ottobre 1986) è una taekwondoka canadese naturalizzata francese.

## Palmarès
Giochi olimpici
- Bronzo a Londra 2012

Mondiali di taekwondo
- Bronzo a Campionati mondiali di taekwondo 2011

Europei di taekwondo
- Oro a Campionati europei di taekwondo 2008
- Bronzo a Campionati europei di taekwondo 2010
- Oro a Campionati europei di taekwondo 2012